# انجمن حقوقی هنگ کنگ
انجمن حقوقی هنگ کنگ (به انگلیسی: Law Society of Hong Kong) یک انجمن تخصصی و جامعه حقوقی برای وکلا در هنگ کنگ است که در سال ۱۹۰۷ تأسیس شده‌است. کانون وکلای دادگستری هنگ کنگ یک انجمن معادل برای وکلا در هنگ کنگ است.
انجمن حقوقی در حال حاضر به ریاست رئیس ملیسا K. پانگ (彭 韻 僖) اداره می‌شود و در طبقه سوم Wing On House در مرکز (هنگ کنگ) واقع شده‌است.